# Ispiranje mozga
Ispiranje mozga koncept je psihološke manipulacije ili prisilnog preobraćenja.
Teorije ispiranja mozga u početku je povezana s totalitarnim državama, a spominje se i kod određenih religijskih skupina. Izraz je nastao tijekom pedesetih godina dvadesetog stoljeća, no riječ je o mnogo starijem pojmu: o nasilnom mijenjanju osobnih uvjerenja. Tijekom posljednjih desetljeća termin se uvukao u popularnu kulturu, služio kao predmet viceva, ili se plašio javnost u sredstvima priopćavanja. Ispiranje mozga obilježio je brojne pojedince, institucije, države, segmenta društva, i razne kultove. Prema onome što sada znamo o raznim formama ispiranja mozga očito je da se tu radi o posve nehumanom postupku koji se zasniva na fizičkom, socijalnom i psihološkom pritisku.

## Fizički pritisak
Polazeći od poznate činjenice da je ljudska psihosocijalna otpornost vrlo usko povezana s fizičkom kondicijom svi "mozgoispirači" nastoje nizom postupaka tu kondiciju u svojih žrtava oslabiti. Kao najednostavniji primjer običnog batinanja do najstrašnijih sadističkih izuma. Glavna metoda  fizičkog pritiska jest onemogućavanje spavanja što ne dovodi žrtvu samo do postepene fizičke već i do mentalne iscrpljenosti.

## Socijalni pritisak
Primjena socijalnog pritiska u ispiranju mozga ima tri glavna oblika: izolaciju, grupnu presiju i degradaciju.

## Psihološki pritisak
Ova je metoda pritiska kombinacije fizičkog i socijalnog pritiska, ali ima svoje vlastite psihološke izvore u ličnosti same žrtve. Prvi je gubitak osjećaja vlastite vrijednosti, zatim osjećaj straha i tjeskobe u žrtvi. Osjećaj sigurnosti također je neprekidno prisutan, u prvom redu osjećaj nesigurnosti u samoga sebe, u svoje dotadašnje stavove, uvjerenja i sustav vrednota.
Kao rezultat svih tih fizičkih, socijalnih i psiholoških pritisaka na žrtvu, odvija se proces psihosocijalne dezintegracije. Faza šoka jest početak toga procesa, zatim faza disocijacije, faza obraćenja u kojoj žrtva prihvaća nove ideje i stavove koji joj se nude prema planu procesa ispiranja mozga. Završna faza čitavog procesa jest faza restitucije u kojoj žrtva prihvaća ponuđene stavove i time postaje novi "obraćenik" koji će ako bude potrebno i sam sudjelovati u obraćenju sljedećih žrtava.